# Tachov (Tachovi járás)
Tachov (németül Tachau) kisváros Csehországban, a Plzeňi kerületben.

## Fekvése
Csehország nyugati részén, 15 km-re a cseh-német határtól, a Mže folyó partján fekszik.

## Népesség
A település népessége az elmúlt években az alábbi módon változott:
| Lakosok száma | 5433 | 5680 | 7902 | 4843 | 11 847 | 12 696 | 12 699 | 12 802 | 12 538 | 14 468 |
|               | 1869 | 1890 | 1921 | 1950 | 1980   | 2001   | 2017   | 2019   | 2022   | 2024   |

## Képek

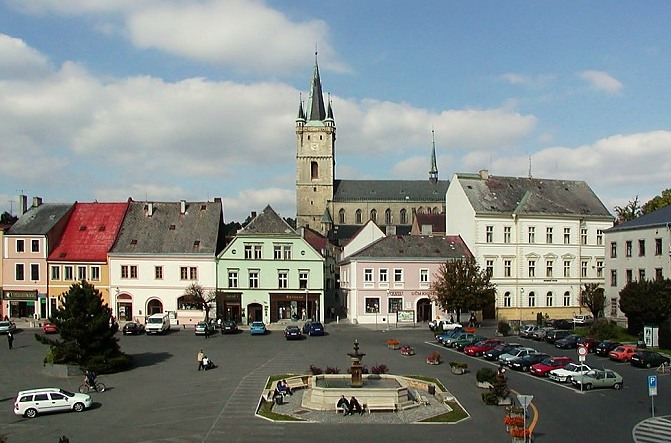
A város főtere, a Köztársaság tér
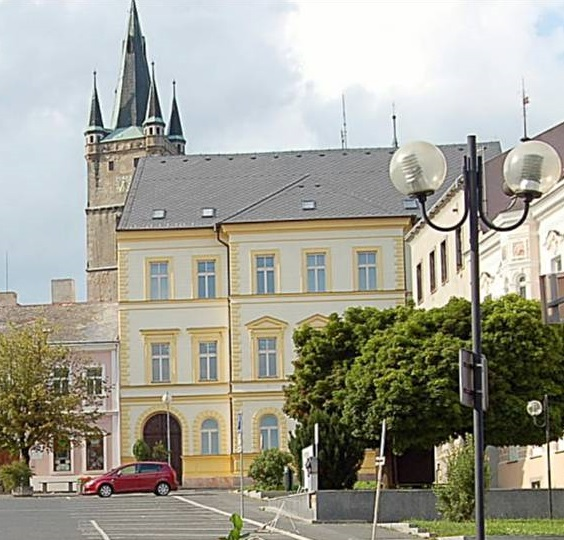
Főtér
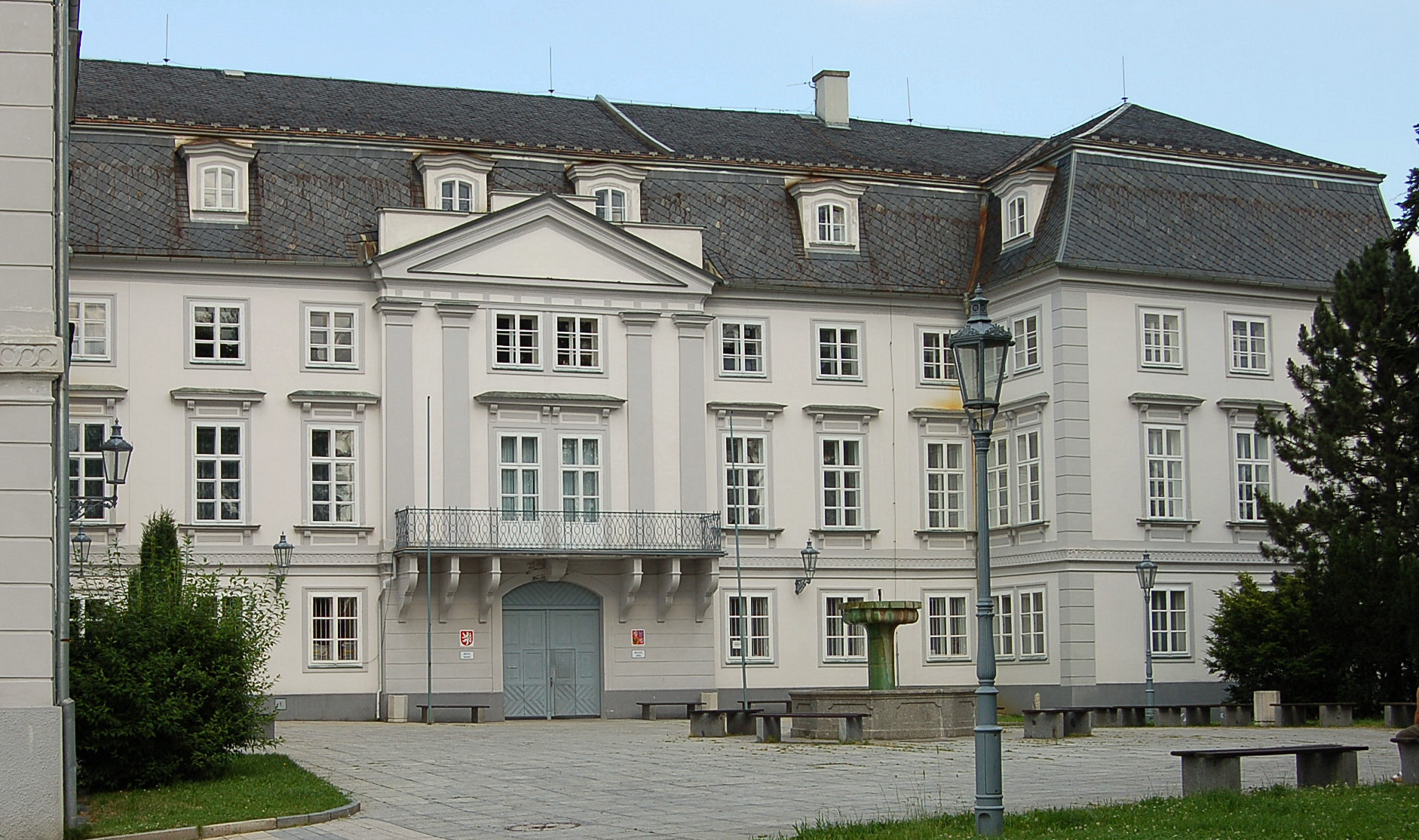
Klasszicista stílusú kastély